# Llac de Serre-Ponçon
El lac de Serre-Ponçon és un llac al sud-est de França, és un dels llacs artificials més grans d'Europa occidental. El llac recull les aigües del Durance i els rius Ubaye, que flueix a través dels Alts Alps i els Alps de l'Alta Provença fins al riu Roine. Les aigües són contingudes per la presa de Serre-Ponçon, de 123 m d'alçada.
És el segon llac artificial d'Europa per capacitat (1.272 milions de metres cúbics) i el tercer per àrea (28,2 km²). Així com el control de l'aigua, setze plantes hidroelèctriques utilitzen l'aigua i el llac proporciona reg a 1.500 km² de terra.